# Willa Hoffmana w Częstochowie
Willa Hoffmana – zabytkowa, eklektyczna willa w Częstochowie, zbudowana na przełomie XIX i XX wieku. Znajduje się w dzielnicy Tysiąclecie.

## Historia
Eklektyczny budynek pochodzi z przełomu XIX I XX wieku. Posiada charakterystyczną bryłę z kolumnowym portykiem i kopułką oraz murem attykowym. Pierwszym właścicielem dworku był Antoni Kosmalski, następnie Bolesław i Paweł Pietrzykowscy. W 1910 roku willę kupił sławny pomolog prof. Mieczysław Bolesław Hoffman z żoną Anną z Wójcickich. Grunt położony był między dwoma nieistniejącymi już ogrodami: Karola Zawady i Jana Stanisława Jastrzębskiego. Hoffman, wykorzystując wiedzę zdobytą w kraju i za granicą, przystąpił do projektowania Zakładu Ogrodniczego Warzywno-Owocowo-Szkółkarskiego (tzw. „Ogrody Hoffmana”), który przyniósł mu sławę. W 1925 został wybrany w skład Rady Miejskiej Częstochowy.
Na rogu ulicy Kilińskiego i Dembińskiego znajdowało się rosarium, a w oficynie willi mieścił się sklep ogrodniczy. Do dziś owocuje w ogrodzie ogromna jabłoń i grusze.
Willa została sprzedana stowarzyszeniu ewangelizacyjnemu, które planowało utworzyć w niej ośrodek ewangelizacyjny. Z planów nic nie wyszło. Teren gdzie znajdowało się rosarium sprzedano deweloperowi, który wybudował tam blok z apartamentami.
Obecnie budynek jest opuszczony. Katarzyna Lechowicz, z rodziny Hoffmanów zabiega o ratowanie willi, w której mogłoby powstać, np. muzeum ogrodnictwa, z pamiątkami po Mieczysławie Bolesławie Hoffmanie.

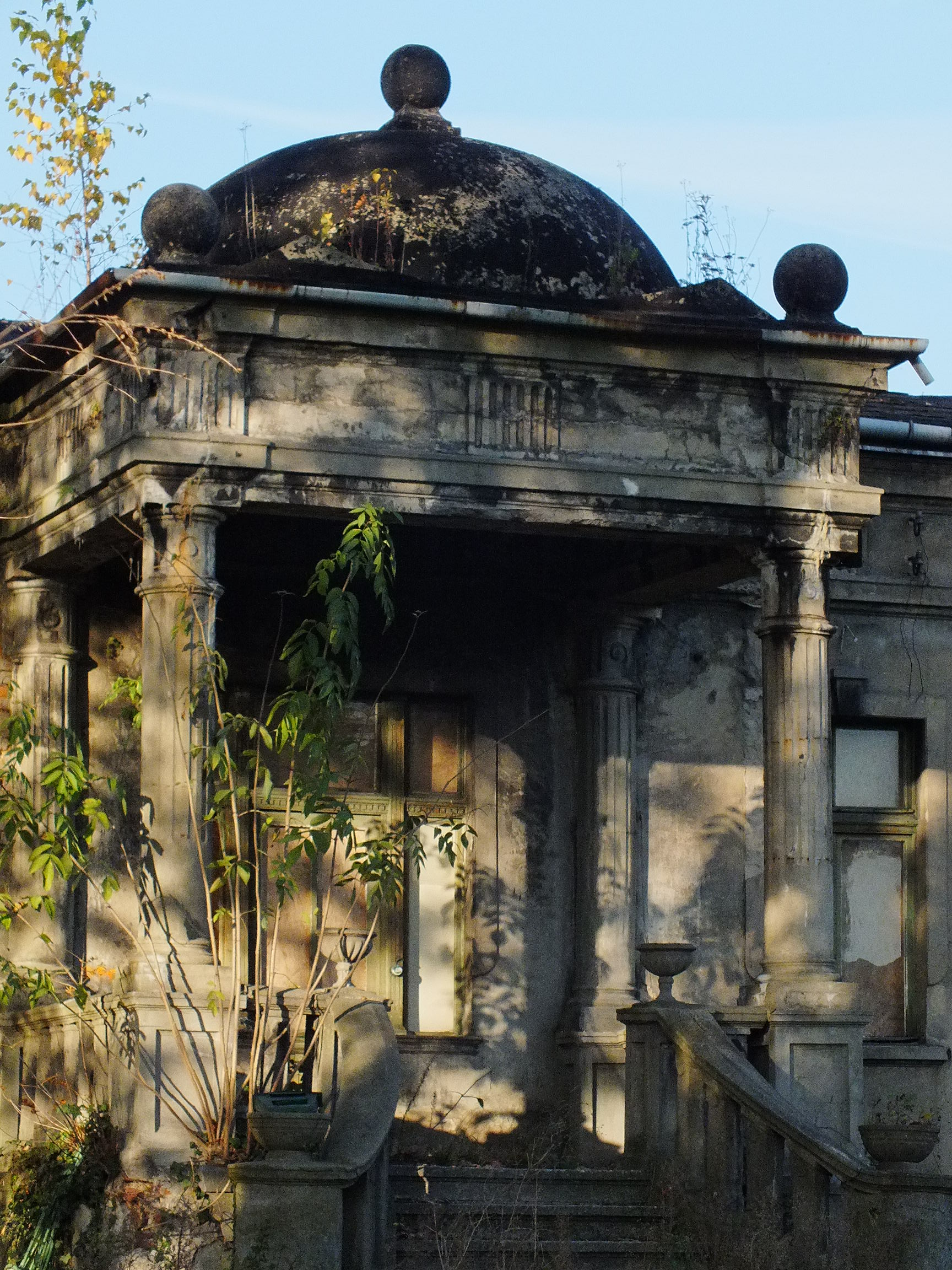
Portyk budynku